# القيراطي (المخادر)

تعديل مصدري - تعديل

القيراطي محلة تابعة لقرية الخربات، التابعة لعزلة السحول بمديرية المخادر إحدى مديريات محافظة إب في الجمهورية اليمنية، بلغ تعداد سكانها 143 حسب تعداد اليمن لعام 2004.